# Patera de Mikhaïlova
Mikhaylova Patera
Pour les articles homonymes, voir Mikhaylova.
La patera de Mikhaïlova (désignation internationale : Mikhaylova Patera) est une patera située sur Vénus dans le quadrangle de Lavinia Planitia. Elle a été nommée en référence à Daria Mikhaïlova (mieux connue en tant que Dacha de Sébastopol), infirmière russe (env. 1830 - env. 1915).